# Кто видел её смерть?
Кто видел её смерть? (итал. Chi l'ha vista morire?) — итало-немецкий триллер/фильм ужасов 1972 года режиссёра Альдо Ладо. Английское наименование картины Who Saw Her Die?, немецкое — Die Stadt wird zum Alptraum.

## Сюжет
Маленькая девочка Роберта пропадает в тёмных переулках Венеции. Некоторое время спустя полиция обнаруживает её труп, который был выловлен из канала. Родители Роберты архитектор Франко и Элизабет Серпьери пытаются сделать всё возможное, чтобы найти убийцу своей дочери. Вскоре выясняется, что последний раз девочку видели вместе с одетой во всё чёрное старухой. Франко подключается к полицейскому расследованию, однако многие действия полицейских вызывают у него недоверие.

## В ролях
- Джордж Лэзенби — Франко Серпьери
- Анита Стриндберг — Элизабет Серпьери
- Адольфо Чели — Серафиан
- Доминик Бошеро — Джинерва Сторелли
- Петер Шатель — Филип Вернон
- Николетта Эльми — Роберта Серпьери

## Критика
Как отмечал Луис Поль в своей книге Italian Horror Film Directors Джордж Лэзенби, исполнивший роль Франко Серпьери, сыграл одну из лучших своих ролей (хотя, при этом, его голос был дублирован).